# 이동건 (농구 선수)
이동건(1990년 11월 2일 ~ )은 대한민국의 농구선수이며, 포지션은 포워드이다.
2011-2012 프로농구 신인드래프트에서 2라운드 2순위로 원주 동부 프로미에 지명되었다. 2015년 9월 8일, 불법 스포츠 토토 혐의로 무기한 출전 정지 처분을 받았다.

## 경력
- 2012년 ~ 원주 동부 프로미